# Église d'Angleterre
Cet article traite des structures de l'Église d'Angleterre en tant qu'institution ; pour la religion et sa doctrine, voir l'article anglicanisme.
Ne doit pas être confondu avec Église catholique en Angleterre et au pays de Galles ou Église catholique au Royaume-Uni.
L'Église d'Angleterre (en anglais : Church of England) est l’Église anglicane officiellement établie en Angleterre. Sa prise de position comme Église indépendante de la papauté au XVIe siècle par l'acte de suprématie de 1534 est à l'origine de l'anglicanisme, branche du christianisme occupant à certains points de vue une position intermédiaire entre catholicisme et protestantisme. L'Église d'Angleterre est l'« Église mère » de la Communion anglicane.
L'archevêque de Cantorbéry est le primat de l'Église d'Angleterre. Cette fonction est occupée par Justin Welby de 2013 à janvier 2025, et est vacante depuis. Stephen Cottrell, l’archevêque d’York assure l’intérim. Le roi Charles III est quant à lui gouverneur suprême de l'Église d'Angleterre, en tant que souverain du Royaume-Uni, et porte ce titre depuis son avènement, en 2022.
L'assise territoriale de l'Église est l'Angleterre, l'île de Man (diocèse de Sodor et Man), les îles Anglo-Normandes (partie du diocèse de Winchester). Plusieurs communautés anglicanes en Europe, en Russie, en Turquie et au Maroc constituent le diocèse de Gibraltar en Europe. Jusqu'en 1920, les diocèses du pays de Galles faisaient partie de l'Église d'Angleterre ; ils ont pris depuis leur autonomie, formant l'Église au pays de Galles.
L'Église d'Angleterre se présente comme à la fois catholique et réformée :
- Catholique parce qu'elle se considère comme une composante de l'église universelle de Jésus-Christ, ayant conservé la tradition et la succession apostoliques. En effet, l'Église d'Angleterre possède une structure épiscopale ; elle honore les doctrines des anciens Pères de l'Église, en particulier formalisées dans les Credo des apôtres, de Nicée et d'Athanase[4].
- Réformée parce que l'Église suit plusieurs principes doctrinaux et institutionnels de la Réforme du XVIe siècle. Ils apparaissent dans les textes de référence de la foi anglicane établis sous le règne de la reine Élisabeth Ire : le Livre de la prière commune et les Trente-neuf articles[4].

## Histoire

### Les préliminaires de la rupture avec Rome
À la fin du Moyen Âge, l'Angleterre était traversée comme le reste de l'Europe par des idées nouvelles, en rupture avec les doctrines de l’Église catholique médiévale : ainsi le mouvement des Lollards qui faisait suite à la prédication de John Wyclif avait-il troublé le pays dès le XVe siècle. Les Lollards dénonçaient la décadence du pouvoir spirituel, et notamment les pratiques de l'Église, et plus encore du pape. Par ailleurs, l'humanisme avait également pénétré le pays et entretenait l'idée d'une réforme fondée sur la Bible. Ainsi William Tyndale, par la suite disciple de Martin Luther, avait-il traduit en anglais le Nouveau Testament. Sa traduction servira par la suite de base au Nouveau Testament de la version dite « du roi Jacques » ou « autorisée ».

### Henri VIII
Ces mouvements protestataires ou novateurs d'avant la Réforme trouvèrent en Henri VIII, le roi d'Angleterre, un appui inattendu et capital. Ce prince, à l'origine destiné à une carrière ecclésiastique, avait reçu une formation théologique. Au début de son règne, il défendait la conservation de sept sacrements contre la théologie de Martin Luther, ce qui conduisit le pape à lui conférer le titre de « Défenseur de la Foi ». Avec son lord chancelier Thomas More, il s'opposa aussi avec vigueur à la traduction de la Bible de William Tyndale.

### La rupture avec la papauté
Le motif de rupture avec la papauté fut le désir du roi Henri VIII de divorcer de Catherine d'Aragon pour épouser Anne Boleyn. Le pape Clément VII refusa d'annuler le premier mariage du roi. En 1531, le roi rompt les liens avec le pape, ce qui fut l'origine de l'indépendance de l'Église anglicane.
En 1534, Henri VIII fait rédiger l'Acte de suprématie qui fait du roi et de ses successeurs « le chef unique et suprême de l'Église d'Angleterre ».
En 1539, le Bill ou Acte des Six Articles organise l'Église anglicane, en 1549 Thomas Cranmer publie le Livre de la prière commune de 1549 qui rejette les doctrines catholiques de la transsubstantiation et du sacrifice de la messe, et en 1562, Élisabeth Ire fit promulguer la confession de foi de l’Église.
Lorsque l'anglicanisme devint la religion officielle, les catholiques furent à leur tour persécutés et privés de certains de leurs droits. Les quarante martyrs d'Angleterre et de Galles rappellent les noms des victimes de l’anticatholicisme
Pendant son règne (1553-1558), Marie Ire, fille d'Henri VIII, tenta en vain de restaurer le catholicisme.

## Doctrine et liturgie
Les différentes églises de la communion anglicane partagent des positions très proches aux plans doctrinal, liturgique et sacramentel : c'est pourquoi on peut parler d'anglicanisme (terme forgé au XIXe siècle) pour parler de la foi de ces églises.
Les diocèses sont dirigés par des évêques, mais le gouvernement de l'église, à tous les niveaux, est confié à des synodes auxquels participent également des laïcs élus. Les prêtres et les évêques peuvent se marier.
La communion est donnée sous les deux espèces, selon la tradition de l’Église primitive.

### Un large éventail de positions doctrinales et liturgiques

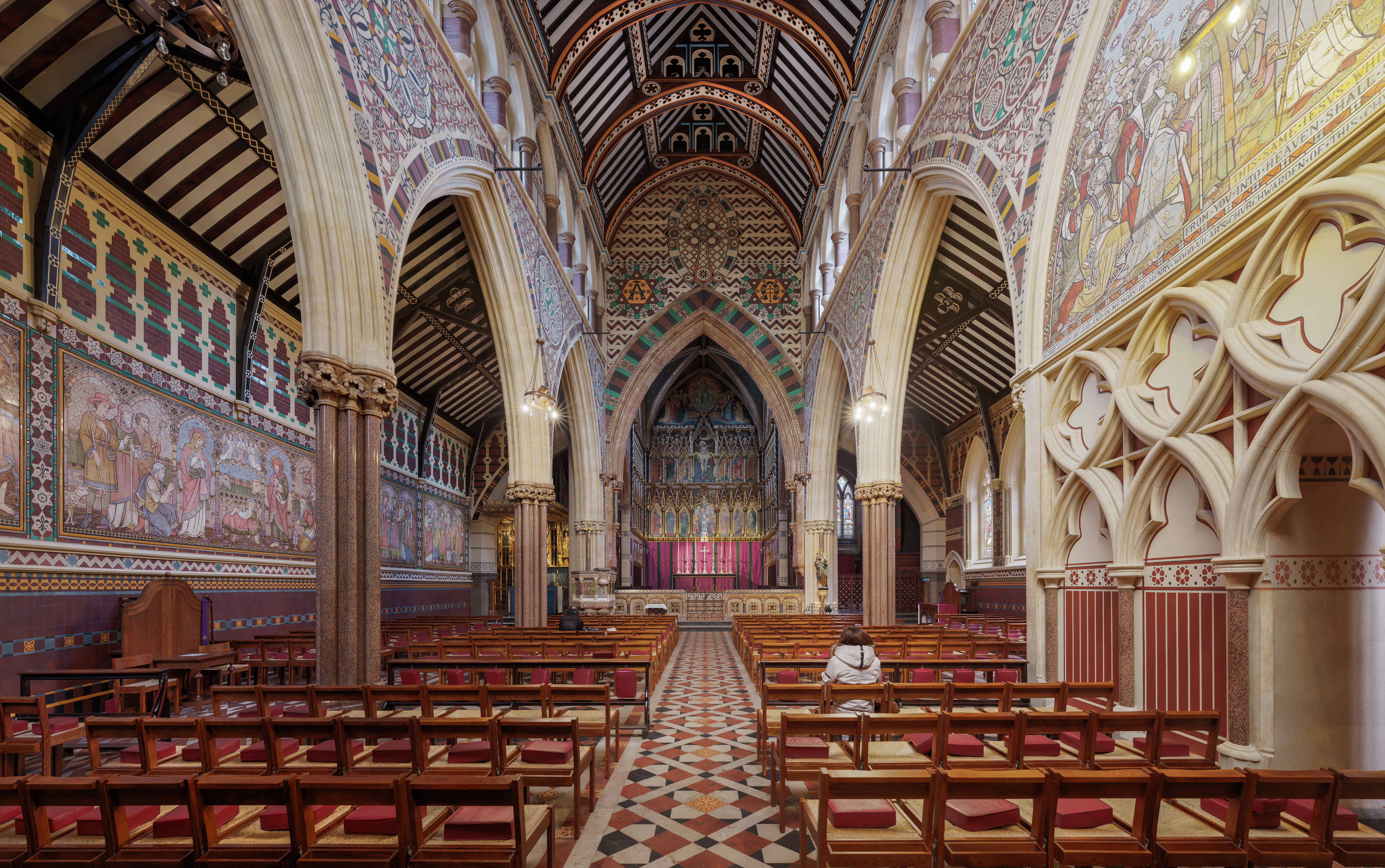
L'église de Toussaint, Margaret Street, Londres (une église anglo-catholique).

C'est au sein de l'Église d'Angleterre que sont nés les grands courants spirituels qui structurent l'anglicanisme :
- l'anglo-catholicisme, succédant en grande partie au mouvement Haute Église historique, est marqué par une doctrine sacramentelle et une liturgie qui se rapprochent du catholicisme romain ;
- l'évangélisme d'inspiration calviniste, aussi appelé Basse Église, met plus l'accent sur la prédication ;
- le courant libéral (Broad Church - « église large ») qui critique la notion de tradition et qui se veut très ouvert sur le plan théologique comme sur le plan liturgique.

Chacun d'eux forme toujours une composante importante de cette église, même si ces courants s'interpénètrent en partie et se déclinent en une grande variété d'attitudes individuelles en matière de doctrine et de liturgie.

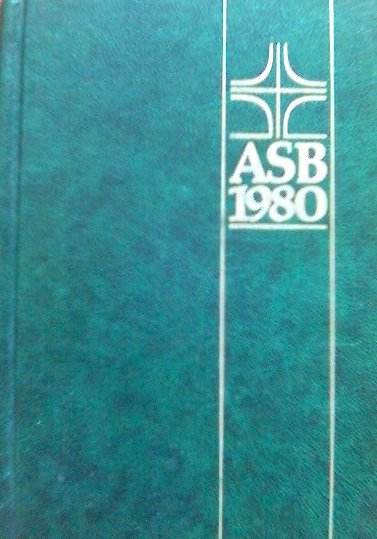
Alternative Service Book, 1980.

Il y a ainsi des divergences quant au nombre et la nature des sacrements, ou quant à l'existence et aux modalités de la présence du Christ dans l'eucharistie[réf. souhaitée].
La communion anglicane ne possède pas de liturgie uniforme, cependant le livre de la prière commune a longtemps servi de référence commune. Sous l'influence du mouvement liturgique, l'Église d'Angleterre a introduit en 1980 une alternative au livre de la prière commune, l'Alternative Service Book (en) dont l'usage s'est rapidement répandu dans les paroisses, avant d'être lui-même remplacé à partir de 2000 par une série de livres intitulés Common Worship (en).
Parallèlement, certaines paroisses anglo-catholiques utilisent des traductions du missel romain adaptées au rite anglican, le missel anglais (en) et le missel anglican (en). Certaines liturgies anglo-catholiques sont très proches du rite romain, ou de sa forme tridentine, voire du rite de Sarum antérieur à la Réforme.

### L'ordination de femmes prêtres et évêques
Les premières ordinations de femmes au diaconat ont lieu dès 1987. Depuis 1994, l'ordination des femmes à la prêtrise est effective. Lors de son adoption par le synode général, cette mesure a été accompagnée de provisions particulières pour les paroisses qui y sont opposées en conscience. À leur demande, ces paroisses peuvent bénéficier de l'accompagnement pastoral et sacramentel d'un visiteur épiscopal provincial (ou « évêque volant »), tout en restant sous la juridiction de l'évêque territorialement compétent.
Le synode général d'York en juillet 2008 entérine l'ordination des femmes évêques. Cette décision n'est toutefois que le début d'un long processus et ne devrait pas être opérante avant 2014 en Angleterre. L'extinction du régime d'exception des « évêques volants » est envisagée lors du synode général de 2010. D'importantes dissensions se manifestent alors, alors que plusieurs solutions de compromis sont successivement rejetées car elles auraient entraîné des restrictions à la juridiction des futures évêques femmes,. Certains députés s'inquiètent du risque d'un échec du vote final sur l'acceptation des femmes évêques et envisagent de forcer la main à l'Église.
Le 20 novembre 2012, la question des provisions à prévoir pour les membres de l'Église qui ne reconnaissent pas le sacerdoce des femmes provoque in extremis l'échec de la proposition d'accès des femmes à l'épiscopat. Malgré le vote favorable des deux chambres ecclésiastiques du synode général, la proposition n'atteint pas la majorité des deux tiers dans l'assemblée des laïcs. Justin Welby, qui vient d'être nommé archevêque de Cantorbéry, assure que l'Église aura néanmoins des femmes évêques.
En novembre 2013, le synode valide cette fois-ci à une écrasante majorité l'ordination de femmes évêques. Le projet est entériné en 2014. Il doit encore être formellement validé par la reine et le Parlement. Les premières femmes évêques devant être ordonnées à partir de 2015,.

### La question de l'homosexualité pour les membres du clergé
La question de l'homosexualité supposée de certains membres du clergé est portée sur la place publique avec éclat en 1995, à la suite d'une campagne de chantage au coming out organisée par Peter Tatchell et le groupe OutRage!. Celle-ci tourne court lorsque l'évêque de Londres, David Hope, divulgue publiquement la lettre reçue et répond avec un courage salué par de nombreux observateurs,,.
Depuis l'introduction des civil partnerships (en) (forme d'union réservée aux homosexuels) dans la loi civile en 2004, se pose la question de la compatibilité de ce type d'engagement avec le sacerdoce. Les évêques décident de n'autoriser les membres du clergé à contracter un civil partnership que s'ils s'engagent à rester abstinents. Cette mesure ne s'étend pas à l'ordination sacerdotale, qui fait l'objet d'un moratoire jusqu'en janvier 2013. À cette date, la mesure d'interdiction est levée. Mais il est demandé aux impétrants, comme pour les prêtres, de s'engager à rester abstinents. La mesure, jugée peu praticable, se heurte à de fortes critiques lors de sa promulgation,.

## Mode d'organisation

Les deux provinces et les 42 diocèses de l'Église d'Angleterre. Les parties grisées relèvent de la juridiction d'autres églises.

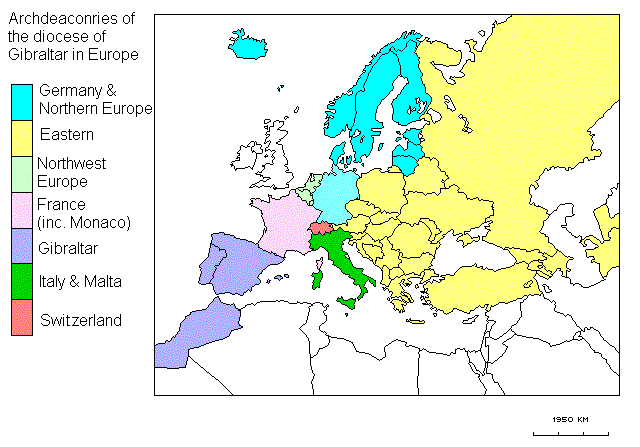
Les différents archidiaconés du diocèse d'Europe.

L'église d'Angleterre est constituée de deux provinces ecclésiastiques, la province de Cantorbéry et la province d'York, se répartissant les 42 diocèses s'étendant sur tout le territoire anglais et européen, puisqu'on notera que toute l'Europe continentale ne constitue à elle seule qu'un diocèse (dit « de Gibraltar en Europe ») dépendant directement de la province de Cantorbéry, et n'est pas organisée en Églises autonomes.
Chacune des deux provinces est administrée par un archevêque métropolitain : celui de Cantorbéry et celui d'York sont tous deux « primat d'Angleterre », mais l'archevêque de Cantorbéry dispose d'une certaine préséance sur celui d'York, par le fait qu'il est titré « Primat de toute l'Angleterre ».
C'est l'archevêque de Cantorbéry qui préside notamment les conférences de Lambeth, réunions en conseil de l'ensemble des évêques anglicans du monde, mais il ne dispose d'aucun pouvoir sur les Églises sœurs de la communion anglicane.
Depuis 2014, l'église est constituée de 42 diocèses, tous avec une cathédrale, avec une exception ; le diocèse anglican de Leeds, qui fut créé en 2014 avec l'amalgamation de trois anciens diocèses, et donc il possède trois cathédrales qui fonctionnent comme cocathédrales.
La hiérarchie des circonscriptions territoriales dans l'Église d'Angleterre (et aussi dans le reste de l'anglicanisme) est Diocèse - Archidiaconé - Doyenné - Paroisse.

## Aujourd'hui
En Angleterre, à la suite d'une importante immigration en provenance de pays catholiques comme la Pologne, le nombre d'anglicans pratiquants serait désormais inférieur au nombre de catholiques pratiquants, ce que conteste l'Église anglicane.
L'anglicanisme reste néanmoins majoritaire avec près de 25 millions de baptisés en Angleterre et au pays de Galles, pour 4,2 millions de catholiques et moitié moins de musulmans. Les conversions au catholicisme de certains anglicans, comme la spectaculaire conversion de l'ancien Premier ministre Tony Blair, ou des évêques anglicans de Londres, de Chichester et auxiliaire de Newcastle, sont, de leurs propres aveux, très majoritairement consécutives aux divisions sur le mariage homosexuel, l'ordination des femmes et des homosexuels en tant que prêtres au sein de l'Église anglicane.

## Relations actuelles avec l'Église catholique romaine
L'Église catholique ne reconnaît pas la succession apostolique ou la validité doctrinale des ordinations de l'Église anglicane. Les archevêques de Cantorbéry et York lui firent une réponse courroucée dans Sæpius officio[réf. incomplète].
Outre les différences théologiques, une distinction organisationnelle importante au sein de l'anglicanisme l'ordination des femmes comme prêtres anglicans et le mariage des prêtres.
Le 20 octobre 2009, une annonce conjointe des responsables anglais des deux Églises catholique et anglicane a indiqué que l'Église catholique préparait un statut particulier pour les anglicans souhaitant la rejoindre, qui permettait notamment à ceux-ci de conserver une certaine spécificité au sein de l'Église romaine, notamment leur spiritualité et leur liturgie anglicanes. La conférence de presse s'est tenue sous l'égide de l'archevêque catholique de Westminster, et du Dr Rowan Williams, primat de l'Église d'Angleterre. La constitution apostolique Anglicanorum Cœtibus est publiée le 9 novembre suivant (signée le 4), qui prévoit la création d'ordinariats particuliers. Le premier ordinariat d'Angleterre et du pays de Galles est érigé le 15 janvier 2011 sous le nom d'Ordinariat personnel de Notre-Dame de Walsingham. Fait exceptionnel, trois évêques anglicans sont concernés et ont reçu l'ordination de prêtres catholiques.

## Confusion avec l’«Église en Angleterre»
Il ne faut pas confondre l'« Église d'Angleterre » (Church of England), église officielle du Royaume d'Angleterre, avec l'« Église en Angleterre » (Church in England), qui désigne l'Église catholique anglaise et galloise (Église catholique en Angleterre et au pays de Galles).

## Liens avec l'esclavage colonial
Les liens entre l'esclavage et l'Église d'Angleterre remontent à 1704, lorsque la Reine Anne crée un fonds pour compléter les revenus du clergé appauvri. Celui-ci a massivement investi dans la Compagnie de la mer du Sud qui détenait le monopole sur le transport d'esclaves. Entre 1714 et 1739, elle aurait transporté 34 000 captifs lors d'au moins 96 voyages.
En 2023, en reconnaissance de cette implication, l'Église d'Angleterre lance un programme pour investir dans la recherche et soutenir les communautés qui ont été affectées par la traite négrière occidentale. La somme allouée s'élève à 100 millions de livres, soit près de 120 millions d'euros, étalée sur une période de neuf ans, pour dédommager les communautés victimes de l'esclavage. Le programme vise notamment à soutenir les entrepreneurs, les éducateurs et les historiens les plus brillants.
Un rapport interne, publié le 4 mars 2024, recommande d'augmenter ce fonds à 1,2 milliard d'euros, soit 10 fois plus que la somme initiale. Il souligne notamment l'ampleur des dégâts et du désavantage racial découlant de l'esclavage en Afrique. Selon Rosemarie Mallette, évêque à Croydon chargé du rapport : « Nous avons instauré un système de racisme, où les gens étaient jugés par leur couleur et étaient considérés comme inférieurs à ce système, ce qui se perpétue aujourd'hui dans les communautés touchées ».